# یوینا (نوازنده)
یوینا (انگلیسی: Yuina؛ زادهٔ ۲۷ سپتامبر ۲۰۰۱) خواننده، بازیگر، و صداپیشگی در ژاپن است. وی از سال ۲۰۱۴ میلادی تاکنون مشغول فعالیت بوده‌است.